# پل عابر پیاده قاری
پل عابر پیاده قاری یکی از پل‌های شهر تبریز می‌باشد که بر روی رودخانهٔ «میدان چایی» ساخته شده‌است. این پل در غرب پل قدیمی تر قاری برای عابران پیاده در دوره پهلوی ساخته شده‌است. این اثر در تاریخ ۲۰ آذر ۱۳۷۹ با شمارهٔ ثبت ۲۹۲۱ به‌عنوان یکی از آثار ملی ایران به ثبت رسیده‌است.